# Brinnó
Brinnó va ser un cabdill germànic.
Va ser el cap del poble dels canninefates (canninefates) quan es van unir a la revolta dels bataus contra Roma l'any 70. Segons diu Tàcit era:
| «                      | .. un home d'una gran valentia i de naixement distingit. El seu pare, després d'haver dut a terme molts actes hostils, havia menyspreat impunement la ridícula expedició de Calígula. El seu mateix nom, el nom d'una família de rebels, el va fer popular. Alçat al damunt d'un escut a la manera tradicional, i equilibrat sobre les espatlles dels portadors, va ser escollit general. | » |
| — Tàcit. Històries, IV | |   |